# Chiesa di San Giacomo Apostolo (Furore)
La chiesa di San Giacomo Apostolo è una chiesa di Furore.

## Storia
È probabile che la costruzione della chiesa risalga alla fine del XIII secolo, sul luogo dove precedentemente sorgeva una cappella rupestre: il primo documento in cui viene citata è datato al 1319. Secondo la tradizione invece, questa venne fondata il 15 settembre 1362 da Lorenzo Certa e Bennico Raffone, devoti a Giacomo il Maggiore, le cui famiglie mantennero il patronato per molto tempo.
L'edificio venne ristrutturato per volere di don Giuseppe Florio nel 1858: fu durante questi lavori che venne rifatta la facciata, creato l'esonartece e murate le tre absidi presenti sul fondo e contenenti affreschi risalenti al XV secolo. La chiesa venne chiusa per i danni subiti a seguito del terremoto del 1980: restaurata, fu riaperta nel 1996.

## Descrizione
La chiesa di San Giacomo Apostolo sorge nella località Santo Jato, su di un terrazzamento ed è preceduta da un sagrato. La facciata, dipinta in grigio e bianco, si presenta con una parte inferiore tripartita tramite paraste con capitelli che sorreggono il cornicione: al centro è posto il portale d'ingresso principale, sormontato da una maiolica decorata con la figura di san Giacomo, mentre un altro portale è posto sul lato destro; a sinistra, il vano della porta è segnato da una decorazione in stucco, riproducente un finto portale. La parte superiore della facciata si innalza solamente nella zona centrale e di sinistra: in particolare la parte centrale è a capanna, con una finestra ogivale, delimitata da paraste e decorata con stucchi, mentre la parte sinistra corrisponde alla canonica.
Internamente si presenta con una pianta basilicale, senza transetto. Superato l'ingresso si accede ad un esonartece a tre campate, una volta probabilmente aperto e poi inglobato nella chiesa a seguito dei lavori del 1858: viene infatti descritto in una visita del vescovo Francesco Maiorsini del 1872; sulla sinistra dell'esonartece, una scala in muratura conduce alla canonica. La chiesa è suddivisa in tre navate tramite archi a tutto sesto che poggiano su sottili colonne in marmo: sopra le colonne, nello spazio tra un arco e un altro, sono poste delle lesene con capitelli compositi che sorreggono una trabeazione. La navata centrale presenta un tetto piano, decorato con una tela, mentre le due laterali hanno una volta a crociera suddivisa in quattro campate. Una quarta navata è posta in modo longitudinale rispetto alle altre, suddivisa in tre campate, di cui quella centrale corrisponde alla base del campanile, nella quale è stata ricavata la cantoria caratterizzata da una balaustra con colonnine. Le navate laterali presentano, nei pressi della terza campata, una cappella con volta a botte lunettata e altare in marmo; nell'ultima campata della navata di destra è presente l'ingresso della sacrestia, la quale ha una forma rettangolare con volta a botte lunettata e un'abside nella parete sinistra. La zona del presbiterio è rialzata tramite un gradino rispetto al resto dell'aula liturgica e recintata da una balaustra: in origine aveva tra absidi a calotta estradossate, poi murate e visibili solo esternamente. Sono stati ricavati tre altari, di cui due laterali, con altari in marmo sormontati da un dipinto, e uno centrale, quello maggiore, con altare preconciliare in marmo sul quale si staglia un crocifisso: un nuovo altare è stato posto fuori la balaustra e seguito dei lavori di restauro di fine XX secolo; l'ambone in legno con il decoro di un'aquila è stato aggiunto nel 2005. La pavimentazione è in ceramica di colore verde e rosa, disposta a motivi geometrici.
Al di sotto dell'area absidale della navata destra è presente un locale, a cui si accedeva tramite delle scalinate chiuse da lastre tombali, adibito ad ossario: questo era stato diviso in tre zone tramite tre muri di tompagnatura e i vani riservati rispettivamente alla sepoltura dei parroci e di due famiglie gentilizie. Riportato allo stato originario, questo ambiente doveva essere una cappella rupestre risalente all'XI secolo, dotato di un ingresso autonomo di cui però si ignora la posizione: tale cappella venne sicuramente rimaneggiata sia durante i lavori di costruzione che durante i restauri del XIX secolo della chiesa sovrastante. Si tratta di una struttura a navata unica con abside semicircolare nella parte orientale: la volta è a crociera con archi a sesto acuto, suddivisa in cinque campate; due plutei in pietra dividono il presbiterio dal resto della cappella. Al suo interno sono stati ritrovati affreschi in stile bizantino, risalenti al XIV secolo: i meglio conservati, posti nella zona del presbiterio e dell'abside, raffigurano la Maddalena, Santa Caterina e Santa Margherita e risultano non essere stati ritoccati nel corso degli anni. Di altri affreschi si riconoscono solamente le sagome, in quanto hanno perso il colore.
Il campanile, intonacato in fasce grigie e bianche, è situato al centro del corpo della chiesa ed è caratterizzato da tre livelli: i primi due sono a base quadrata, nelle quali si aprono delle monofore, con l'aggiunta di un orologio al secondo livello, mentre il terzo livello è circolare, con otto monofore; la parte sommitale è a pinnacolo, a forma di bulbo schiacciato, rivestita di maioliche policrome.